# Panagiōtīs Spyrou
Panagiōtīs Spyrou (in greco: Παναγιώτης Σπύρου; Nicosia, 17 ottobre 1976) è un ex calciatore cipriota, di ruolo difensore.

## Carriera

### Club
Ha trascorso tutta la carriera in club ciprioti.

### Nazionale
Ha giocato 10 partite per la Nazionale cipriota tra il 2002 e il 2003.